# العلاقات البلغارية اللوكسمبورغية
العلاقات البلغارية اللوكسمبورغية هي العلاقات الثنائية التي تجمع بين بلغاريا ولوكسمبورغ.

## مقارنة بين البلدين
هذه مقارنة عامة ومرجعية للدولتين:
| وجه المقارنة                                              | بلغاريا                                                                             | لوكسمبورغ                                                     |
| --------------------------------------------------------- | ----------------------------------------------------------------------------------- | ------------------------------------------------------------- |
| المساحة (كم2)                                             | 110.99 ألف                                                                          | 2.59 ألف                                                      |
| عدد السكان (نسمة)                                         | 7.08 مليون                                                                          | 599.45 ألف                                                    |
| الكثافة السكانية (ن./كم²)                                 | 63.79                                                                               | 231.45                                                        |
| العاصمة                                                   | صوفيا                                                                               | لوكسمبورغ                                                     |
| اللغة الرسمية                                             | اللغة البلغارية                                                                     | اللغة اللوكسمبورغية، لغة فرنسية، اللغة الألمانية              |
| العملة                                                    | ليف بلغاري                                                                          | يورو، فرنك لوكسمبورغ                                          |
| الناتج المحلي الإجمالي (بليون دولار)                      | 56.83 مليار                                                                         | 62.40 مليار                                                   |
| الناتج المحلي الإجمالي (تعادل القوة الشرائية) بليون دولار | 130.99 مليار                                                                        | 58.13 مليار                                                   |
| الناتج المحلي الإجمالي الاسمي للفرد دولار أمريكي          | 8.03 ألف                                                                            | 101.45 ألف                                                    |
| الناتج المحلي الإجمالي للفرد دولار أمريكي                 | 17.21 ألف                                                                           | 101.93 ألف                                                    |
| مؤشر التنمية البشرية                                      | 0.782                                                                               | 0.892                                                         |
| رمز المكالمات الدولي                                      | +359                                                                                | +352                                                          |
| رمز الإنترنت                                              | .bg، .бг ‏                                                                           | .lu                                                           |
| المنطقة الزمنية                                           | ت ع م+02:00، ت ع م+03:00، أوروبا/صوفيا ‏، توقيت شرق أوروبا، توقيت شرق أوروبا الصيفي ‏ | توقيت وسط أوروبا، ت ع م+01:00، ت ع م+02:00، أوروبا/لوكسمبورج ‏ |

## مدن متوأمة
في ما يلي قائمة باتفاقيات التوأمة بين مدن بلغارية ولوكسمبورغية:
- ترتبط تريافنا مع Niederanven [الإنجليزية]‏ باتفاقية توأمة.

## منظمات دولية مشتركة
يشترك البلدان في عضوية مجموعة من المنظمات الدولية، منها:
| علم المنظمة | اسم المنظمة                               | تاريخ انضمام بلغاريا | تاريخ انضمام لوكسمبورغ |
| ----------- | ----------------------------------------- | -------------------- | ---------------------- |
|             | الاتحاد الأوروبي                          | 2007                 | 25 مارس 1957           |
|             | وكالة ضمان الاستثمار متعدد الأطراف        | 23 سبتمبر 1992       | 29 أغسطس 1991          |
|             | الأمم المتحدة                             | 14 ديسمبر 1955       | 24 أكتوبر 1945         |
|             | الفريق المعني برصد الأرض                  | ?                    | ?                      |
|             | مركز تنسيق الحركة في أوروبا ‏              | ?                    | ?                      |
|             | منظمة حظر الأسلحة الكيميائية              | ?                    | ?                      |
|             | منظمة التجارة العالمية                    | 1 ديسمبر 1996        | ?                      |
|             | منظمة الشرطة الجنائية الدولية             | ?                    | ?                      |
|             | منظمة الأمن والتعاون في أوروبا            | 25 يونيو 1973        | 25 يونيو 1973          |
|             | حلف شمال الأطلسي                          | 29 مارس 2004         | 4 أبريل 1949           |
|             | نظام تحكم تكنولوجيا القذائف               | 2004                 | 1990                   |
|             | يونسكو                                    | 17 مايو 1956         | 27 أكتوبر 1947         |
|             | مجلس أوروبا                               | 7 مايو 1992          | ?                      |
|             | الاتحاد البريدي العالمي                   | ?                    | ?                      |
|             | البنك الدولي للإنشاء والتعمير             | 25 سبتمبر 1990       | 27 ديسمبر 1945         |
|             | اتفاقية السماوات المفتوحة                 | ?                    | ?                      |
|             | الاتحاد الدولي للاتصالات                  | 18 سبتمبر 1880       | 2 مارس 1866            |
|             | مؤسسة التمويل الدولية                     | 22 يوليو 1991        | 4 أكتوبر 1956          |
|             | المنظمة الأوروبية لسلامة الملاحة الجوية   | 1997                 | 1960                   |
|             | المركز الدولي لتسوية المنازعات الاستشارية | 13 مايو 2001         | 29 أغسطس 1970          |
|             | مجموعة أستراليا                           | 2001                 | 1985                   |
|             | مجموعة الموردين النوويين                  | ?                    | ?                      |

## وصلات خارجية
- موقع وزارة الخارجية البلغارية
- موقع وزارة الخارجية اللوكسمبورغية